# Prototrochus mediterraneus
Prototrochus mediterraneus is een zeekomkommer uit de familie Myriotrochidae.
De wetenschappelijke naam van de soort werd in 1982 gepubliceerd door George M. Belyaev & Alexander N. Mironov.